# Marianne MacDonald
Marianne MacDonald (* 9. Juli 1934 in Kenora, Ontario; † 18. Dezember 2019 in London) war eine kanadische Kinderbuchautorin, Krimischriftstellerin und Dramatikerin.

## Leben
Marianne MacDonald wuchs in Winnipeg und Montreal auf. Sie studierte an der McGill University und an der University of Oxford. Danach schlug sie eine akademische Karriere ein, sie lehrte an den Universitäten von Toronto, Keele und Middlesex. Sie gab die akademische Laufbahn zu Gunsten der Schriftstellerei auf. Später lebt sie mit ihrem Mann, mit dem sie zwei Söhne hatte, im London Borough of Haringey.

## Schaffen
Marianne MacDonald veröffentlichte im Alter von 16 Jahren ihr erstes Kinderbuch. Seit 1996 hat sie eine Reihe von Kriminalromanen veröffentlicht, deren Protagonistin die Antiquarin und alleinerziehende Mutter Dido Hoare ist. Dieser Zyklus umfasst acht Bände; für die Übersetzungen in die deutsche Sprache zeichnete neben Sabine Schwabe und Lilian Goedefrey-Greeven vor allem Marie Hahn verantwortlich.
In ihrer antiquarischen Buchhandlung stößt Dido Hoare immer wieder auf zwielichtige Gestalten und historische Manuskripte, die in Kriminalfälle verwickelt sind. Didos Vater Barnabas Hoare, ein ehemaliger Geheimdienstmitarbeiter und emeritierter Professor für englische Literatur, ist ihr bei den Ermittlungen behilflich. Weitere regelmäßig auftretende Figuren sind Didos Schwester Pat, das Kindermädchen Phyllis Digby und der Student Ernie Weekes. Wiewohl die einzelnen Romane in sich geschlossen sind, gibt es auch Handlungsstränge, die sich durch die gesamte Reihe ziehen.
MacDonalds Drama Liar Liar wurde 1992 am Londoner Etcetera Theatre uraufgeführt.

## Werke (Auswahl)
Kinderbücher
- Black Bass Rock. Macmillan, New York 1952.
- The Pirate Queen. Orchard Books, London 1991, ISBN 1-85213-645-6.
- The Eighty-Nine Pennies of Emma Jones. Heinemann, London 1992, ISBN 0-434-96109-4.
- The Witch Repair. Heinemann, London 1995, ISBN 0-434-96793-9.
- Dragon for Sale. Troll Books, London 1998, ISBN 0-8167-4340-1.

Dido Hoare-Zyklus
- Das Manuskript („Death’s Autograph“, 1996). Neuaufl. List, München 2003, ISBN 3-548-60351-3.
- Die Schriftrolle („Ghost Walk“, 1997). List, München 2001, ISBN 3-548-68024-0.
- Die letzte Strophe („Smoke Screen“, 1999). Neuaufl. List, München 2005, ISBN 3-548-60512-5.
- Ein gutes Versteck („Road Kill“, 2000). List, München 2003, ISBN 3-548-68053-4.
- Blut ist dicker als Wasser („Blood Lies“. 2001). Neuaufl. List, München 2006, ISBN 3-548-60619-9.
- Der Stammkunde („Die Once“, 2002). List, München 2006, ISBN 3-548-60657-1.
- Unsaubere Geschäfte („Three Monkey“, 2005). List, München 2006, ISBN 3-548-68073-9.
- Tod zwischen den Zeilen („Faking it“, 2006). List, Berlin 2008, ISBN 978-3-548-60815-0.

Drama
- Liar Liar. London 1992.